# Capilla del Monte
Capilla del Monte est une localité située dans le département de Punilla, province de Córdoba, en Argentine, à 109 km de la ville de Córdoba et à 725 km de Buenos Aires. Elle est connue pour être située au pied de la montagne Uritorco.

## Géographie
La ville s'étend d'est en ouest le long des pentes occidentales du cerro Uritorco et du cerro las Gemelas jusqu'au lac El Cajón, affluent du río Dolores, avec comme axe principal la route nationale 38. Le développement urbain s'est accru depuis la fin des années 1980, favorisé par l'arrivée de familles d'autres villes (principalement de Buenos Aires, Rosario) et de Córdoba. Les bâtiments résidentiels prédominent (par exemple, un type de logement appelé chalet californien). La zone urbaine a englobé des zones qui conservent encore des caractéristiques naturelles prédominantes, comme la géoforme appelée El Zapato, ou les mogotes appelés Los Paredones, ou les rives du rio Calabalumba, etc.

## Histoire
Dans le site appelé Ongamira situé à environ 13 km de l'actuelle Capilla del Monte, selon les livres d'histoire et les recherches, ce scénario a accueilli la culture Ayampitin (il y a plus de 8 000 ans), qui a évolué vers 200 apr. J.-C. par les nouveaux colons : les henia (Comechingones).
Au cours de l'année 1570, les Espagnols sont arrivés à Córdoba, Lorsqu'ils étaient arrivés sur le territoire d'Ongamira pour exploiter les minéraux qui s'y trouvaient, les Comechingones ont livré bataille, et ont fini par tuer le chef de la troupe hispanique, le capitaine Blas de Rosales, l'un des premiers encomenderos et compagnon de Don Jerónimo Luis de Cabrera, fondateur de Córdoba.

## Paroisse
| Diocèse  | Cruz del Eje         |
| -------- | -------------------- |
| Paroisse | San Antonio de Padua |